# 栽培キット
栽培キット（さいばいキット）とは、野菜やきのこ、果物などを自宅で手軽に栽培できるように種・苗・土・植木鉢などがセットになったもののことをいう。
おもに家庭内で育成ができるよう、小さいサイズのものが多いので、家庭菜園ほどのスペースがなくても、自宅のテーブルの上や玄関など場所を選ばず栽培できるのが特徴。本格的な栽培は大変だが、栽培キットなら限られたスペースで好みの野菜を育てることができる。
一般的には食べられるものを育てる栽培キットが多い。

## おもな栽培キット
家庭内で手軽に栽培できるものは以下のように分類される。

### 野菜
育てて食べられる野菜は、栽培キットの中でも人気が高い。
- ミニトマト
- レタス
- 枝豆
- ラディッシュ
- ブロッコリースプラウト
- 豆苗
- ベビーリーフ

### きのこ
野菜から派生し、きのこの家庭栽培も盛んにおこなわれている。
きのこの栽培キットは主に原木栽培（ほだ木）と菌床栽培に分かれる。

#### 原木栽培
35 - 50 cm程度の長さに伐った広葉樹にきのこの菌種を打ち込んで栽培する方法。
原木の栽培キットがあるのはしいたけなど。
しいたけの場合、浸水から芽出し - 収穫まで春秋は1週間、冬は発芽から2週間程度かかる。

#### 菌床栽培
おがくずやふすま・栄養体などで固めた人工的な培地にきのこの菌種を埋め込んだものを菌床といい、この菌床を培養させて発芽させる方法。原木栽培と比べて発芽から収穫までが早く育てやすい。
主にきくらげ・しいたけ・しめじなど。
スーパーマーケットなどで見かけるきのこはおおむね栽培キットが存在しており、自分で育てたきのこを料理に使いたい人に人気である。
菌床栽培の栽培キットがあるきのこは以下のとおり。
- きくらげ - 2018年ごろから栄養価が高いとブームになっているきのこだが、きのこと認識されていない場合も多い。ビタミンDや食物繊維が豊富で、美肌効果・ダイエット効果があるとも言われている。温度と湿度を保てば1年中育てられるのが特徴[5]。

- しいたけ - きのこの中でも日本の食卓にはなじみが深い食材。さまざまな料理に使いやすく、うまみのある出汁が出る。

- ぶなしめじ - ブナやカエデ等の広葉樹の枯れ木に発生し、おがくず培地で菌床栽培されていて、まろやかなだしが出る。

- なめこ - 食用で味噌汁やそばの具、おひたし、炒め物をはじめとして、料理に多用される。傘の開ききっていない小さなものはツルツルとした喉越しが楽しめる。
- まいたけ - 旨みが強く、また歯切れも良く、基本的に生食以外ほとんどの調理法でおいしく食べられる。炒め物・鍋料理・天ぷらなどによく利用される。
- ヒラタケ - 味にも香りにも癖がなく、汁物、鍋物、炊き込みごはん、天ぷら、うどんなどさまざまな料理に利用でき、また加工食品にも用いられる。
- エリンギ - 歯ごたえが良く食感はマツタケや加熱したアワビによく似るとされている。

### 果物
果物は樹になる種が多いため、室内用の栽培キットは多くはない。しかし、以下の果物が栽培キットとして存在する。
- いちご
- ぶどう

### ハーブ
生育能力が強いハーブ類は育てやすいため、栽培キットも多く存在する。
主なハーブ系の栽培キットは以下のとおり。
- ミント
- バジル
- イタリアンパセリ
- ラベンダー
- 青じそ
- パクチー

### 花
以下食用ではないが花の栽培キットも存在する。
- ミニひまわり
- チューリップ